# Майдан Свободи (Харків)
Майдан Свободи — центральний майдан міста Харкова, займає шосте місце за величиною у Європі та дванадцяте у світі
З моменту формування — Ветеринарна площа (до 1925), від чіткого оформлення (планування — 1923—1925, мощення — 1930—1931) до 1942 року мав назву майдан Дзержинського. У 1942 році, під час першої окупації Харкова нацистами, мав назву — майдан Німецької армії (нім. Platz der Wehrmacht). Під час другої окупації Харкова нацистами — з кінця березня 1943 до 23 серпня 1943 він був майданом Лейбштандарте СС (нім. Platz der Leibstandarte SS), названим на честь 1-ї дивізії Лейбштандарте СС «Адольф Гітлер», яка захопила місто. З 1943 і по 1991 роки знову називався майданом Дзержинського. У 1991 році майдан отримав сучасну назву — майдан Свободи.

## Характеристики майдану
- Довжина — від 960 до 750 метрів;
- Ширина прямокутної частини — від 96 до 125 метрів;
- Діаметр круглої частини — 350 метрів;
- Площа — 11,9 гектарів;
- Різниця висот уздовж майдану — понад 11 метрів (від вищої точки на Сумській вулиці до найнижчою — біля Держпрому);
- Майдан має форму реторти, поверненої горлом до Сумської вулиці;
- Вісь круглої частини майдану проходить через вісь симетрії будівлі Держпрому і під кутом 20 градусів до осі прямокутної частини;
- Прямокутна частина майдану вимощена бруківкою і виходить на Сумську вулицю, кругла — на проспект Науки;
- Під майданом дві станції метро — «Університет» Салтівської лінії і «Держпром» Олексіївської лінії.

## Історія
Територія, розташована на північний захід від Сумської вулиці, в XIX — на початку XX століття належала університету. На ній розміщувалися клініки та навчальні корпуси факультету, за якими лежали пустирі, що перепиналися ярами, зокрема Шатиловим яром (засипаний в 1930-х роках).
В часи Російської імперії місце теперішнього майдану Свободи частково займала невелика вимощена Ветеринарна площа, названа так через двоповерхову будівлю Ветеринарного інституту, яка знаходилася поруч. Фактично це був пустир на околиці міста, бо територія сучасного Задержпром'я ще не була забудована. Окрім інституту на Ветеринарну площу виходили будівлі хірургічного корпусу Харківського університету.
У 1924 році, враховуючи зростання столиці УРСР, архітектором В. К. Троценком була розроблена попередня схема району Харкова, пізніше названого Задержпром'ям.
За планом були розбиті квартали у вигляді концентричних кілець: 1, 2, 3 і 4-та Кільцеві вулиці, що нині відповідно проспект Незалежності, Бориса Чичибабіна, Данилевського, Культури; розділені радіальними вулицями: 1, 2, 3 і 4-ю Радіальними, нині вулиці Юри Зойфера, Леся Курбаса, проспект Науки та Літературна вулиця. Радіальними були також Клочківський узвіз та Лазаретна вулиця (нині Трінклера). Пробивання декількох радіальних вулиць за планом Троценка не було реалізоване: тих, що йдуть через сад Шевченка (там їх замінили алеї, зокрема Університетська алея), а Літературна вулиця виявилася відрізаною від майдану.
У 1925 році за ініціативою Фелікса Дзержинського було вирішено спорудити Будинок Державної промисловості. Для нього відвели три суміжні квартали на внутрішньому кільці. Це поклало початок формуванню нового району з майданом в центрі, який відмежувався Держпромом. Щоб відкрити вид на «перший радянський хмарочос» з боку Сумської вулиці, потрібно було значно зрізати землю та зачистити від малоповерхової забудови велику ділянку.

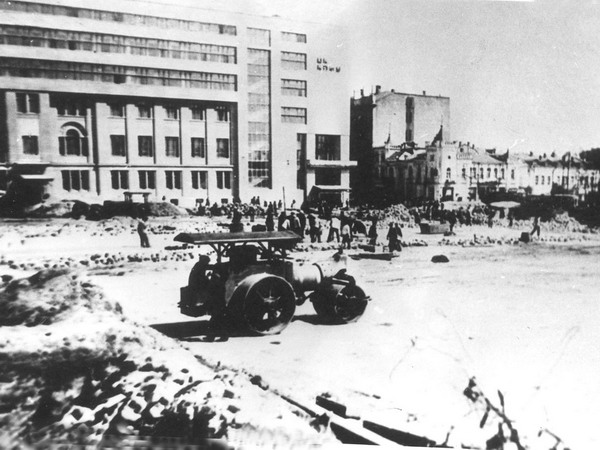
Трамбування

Один з найбільших у світі майданів вийшов незвичної форми у вигляді хімічної реторти. Прагнення надати майдану чіткішої конфігурації призвели до його просторового розчленування на прямокутну частину, яка слугує головним міським форумом, та круглу, в центрі якої до війни була величезна клумба, а потім на її місці було споруджено Круглий сквер (1965).
Суперечки про форму майдану та межі його частин велися до початку 1930-х років. Планувалося навіть розділити майдан на двоє, а між ними від саду Шевченка до майбутнього готелю «Інтернаціонал» побудувати монументальну будівлю, яка продовжувала б вулицю Трінклера. Від цього плану відмовилися, але архітектурно підкреслили різницю між частинами майдану, встановивши пам'ятник Леніну на межі двох частин у 1963.
Пам'ятник Володимиру Леніну був відкритий 5 листопада 1963 року. Загальна висота складала 20,2 м, висота бронзової скульптури Леніна — 8,5 м. П'єдестал був виконаний із червоного граніту, на постаменті висічені тематичні рельєфи, що зображують групу революціонерів, які йдуть під червоним прапором на бій за владу більшовиків, і групу трудівників країни — будівельників «комуністичного суспільства». Автори проєкту пам'ятника — скульптори М. К. Вронський, О. П. Олійник, архітектор О. О. Сидоренко. Пам'ятник було демонтовано 28 вересня 2014 року під час мітингу патріотичної спільноти. Відповідне рішення обласної державної адміністрації № 517 датоване тим же числом.
У 1990-х цей майдан часто називали майданом Незалежності. Але насправді він ніколи не носив цю назву.
З 2014 року перед Сумською вулицею та будівлею обласної державної адміністрації розташований волонтерський намет «Все для перемоги», який з того часу встиг стати символом Харкова. Поруч з наметом розміщено тематичні виставки, присвячені російській агресії в Україні та російській пропаганді.
У 2019 році почалась реконструкція Круглого скверу, який розташований у північно-західній частині майдану. Планувалося реконструювати всі доріжки, встановити лавки, оновити освітлення, висадити дерева, а також встановити сухий фонтан. Завершення робіт очікувалося до дня міста 23 серпня 2019 року. Роботи було завершено, п'єдестал під пам'ятника Володимиру Леніну демонтовано, а благоустрій реалізовано за іншою концепцією, без пам'ятників.
Під час російського вторгнення в Україну 1 березня 2022 року майдан зазнав атаки російськими ракетами «Калібр». Внаслідок вибуху буди значно пошкоджені будівля Харківської ОДА та прилеглі будівлі.

## Історичні споруди, що виходять на майдан
- Держпром. Унікальний пам'ятник радянського конструктивізму, побудовано у 1926—1928 роках.
- Головний корпус Харківського національного університету імені В. Н. Каразіна, колишній Будинок Проєктів — побудований в 1930—1933 роках у стилі конструктивізму з монолітного залізобетону з дерев'яними перекриттями за проєктом Сергія Серафімова та Марії Зандберг-Серафімовой. Цей проєкт під назвою «Наздогнати та…» перегнати переміг на всесоюзному конкурсі 5 лютого 1930 р. Під час війни будівля сильно постраждала і була перебудована за проєктом В. Костенка, О. Касьянова, В. Ліпкіна та ін. в 1953—1963 рр. У результаті такої перебудови будівля повністю залишилася у своїй стилістиці. У 1950 році будівля була передана університету, її було урочисто відкрито після відбудови 7 вересня 1963 року. Площа приміщень — 61 тис. кв. м.[5]
- Північний корпус Харківського національного університета імені В. Н. Каразіна, колишній Будинок Кооперації — третя будівля задуманого конструктивістського ансамблю площі. Будівництво розпочато у 1929 р. Спочатку тут планувалося розмістити Будинок Уряду УРСР, потім воно було віддано Управлінню сільського господарства. У 1934 році недобудовану будівлю було передано Військово-господарської академії, згодом — Військова інженерна радіотехнічна академія ім. Говорова. У 2005 році будинок було передано ХНУ ім. Каразіна[6].
- Готель «Харків» (колишній готель «Інтернаціонал», побудований у стилі конструктивізму архітектором Г.О Яновицьким у 1932—1936 роках, після війни відновлено за проєктом того ж автора з елементами сталінського ампіру.
- Будинок рад, типовий зразок післявоєнного сталінського «неоренесансу», колишній Харківський Обком КПУ. Побудований у 1954 році на місці зруйнованої під час війни будівлі Центрального Комітету КП(б)У, архітектори В. М. Орєхов та В. П. Костенко. У будівлі були розташовані підрозділи Харківської обласної державної адміністрації, Харківської обласної ради та Харківської міської ради[7].
- Будівля ветеринарного інституту, з 1960 новий Палац піонерів.
- Пам'ятник Каразіну, засновнику ХНУ ім. Каразіна. Відлитий за скульптурою І. І. Андреолетті. Відкрито влітку 1907 року на Сумській межі Університетського саду. У лютому 1934, у зв'язку з будівництвом на тому ж місці пам'ятника Шевченку, Каразіна перенесли на Університетську вулицю; в 2004 перенесено до центрального входу до університету.

### Колишні
- Пам'ятник Леніну в центральні площі. Загальна висота 20,2 м, висота скульптури 8,5 м. Автори пам'ятника — скульптори М. К. Вронський, О. П. Олійник, і архітектор О. О. Сидоренко. Відкритий у 1963 році. 28 вересня 2014 року був демонтований великим скупченням людей.
- Будівля хімічного факультету Харківського Університету, яка була розташовано на місці сучасного входу до станції метро Держпром. Будівля була збудовано за проєктом архітектора В. В. Величка у 1911—1914 роках. Під час Другої світової війни будівля була зруйнована, та згодом демонтована.[8]

## Інші відомості
У липні 2009 року було розпочато перший капітальний ремонт пам'ятника В. І. Леніну:
- реставрація гранітних блоків (481 шт), розшивання і заповнення швів, поліровка поверхні;
- реставрація сходів (325 шт);
- очищення металевого постаменту.

В серпні, напередодні Дня міста, капітальний ремонт пам'ятника В. І. Леніну було завершено. На ремонт пам'ятника з міського бюджету було виділено 296 тис. грн.
28 вересня 2014 року Пам'ятник Леніну як один з пам'ятників тоталітаризму був демонтований активістами патріотичних сил.

## Галерея

Вид на Майдан Свободи з німецького літака, 1942 рік
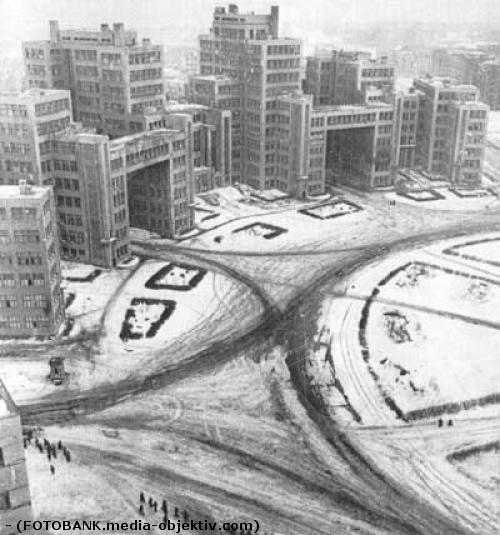
Держпром, 1943 рік
Будівля хімічного факультету 1942 рік
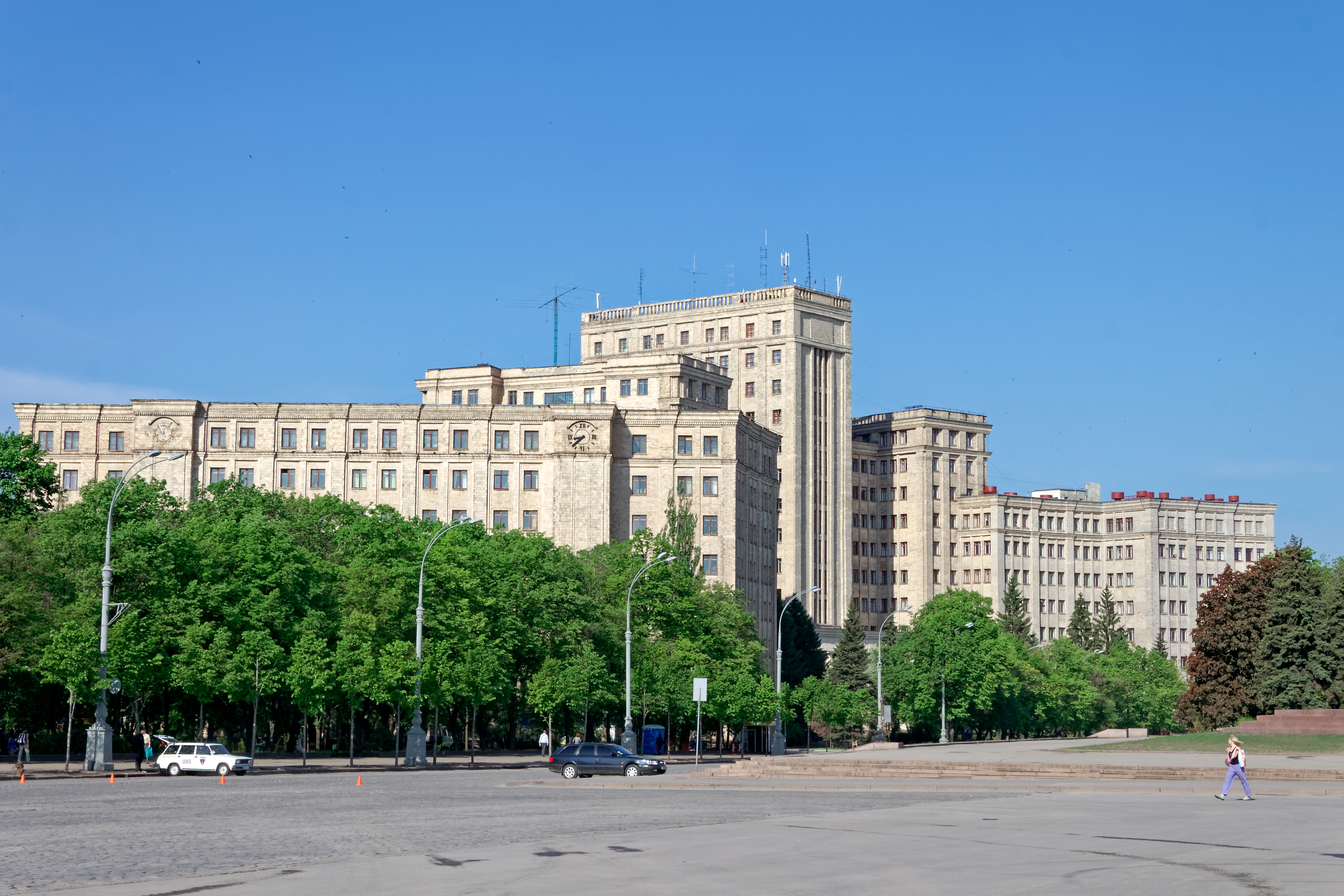
Будівля Голоовного корпс Харківського національного університету ім. В.Н.Каразна, майд. Свободи, 4
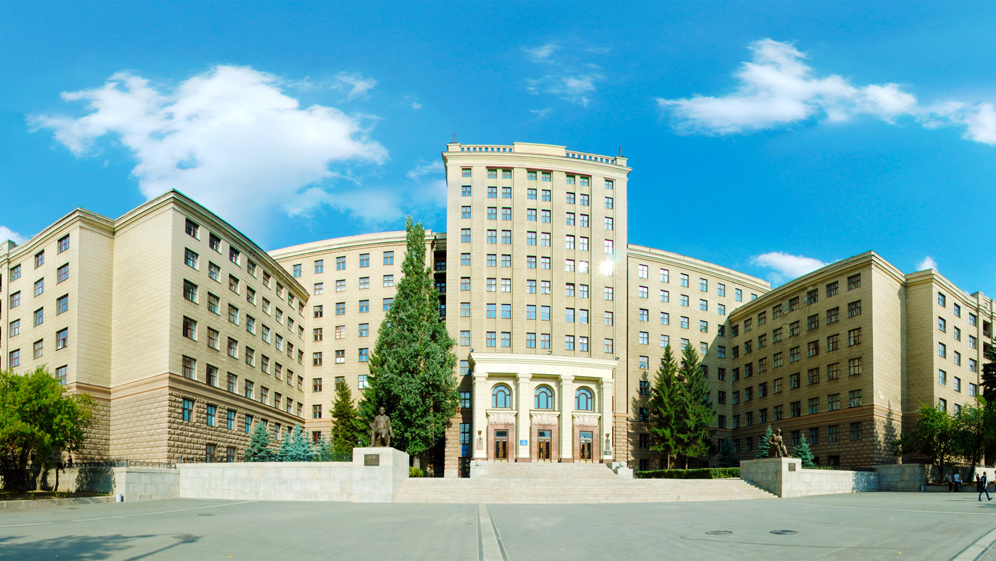
Північний корпус ХНУ, «Будинок Кооперації»
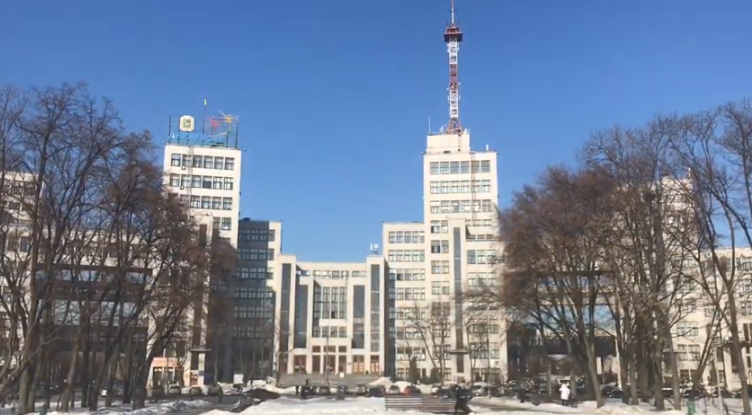
Держпром, лютий 2019
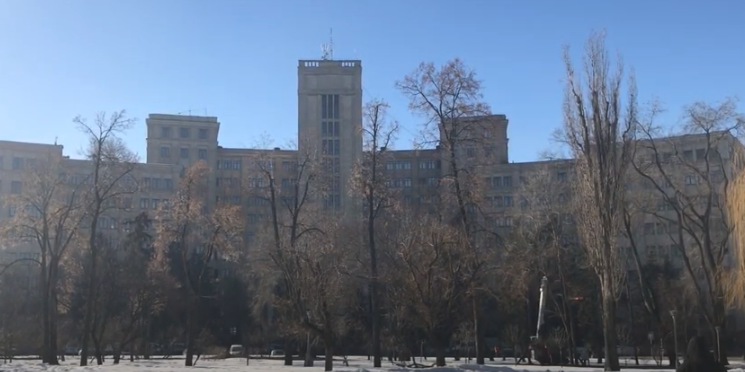
Головний корпус ХНУ, «Будинок Проєктів», лютий 2019
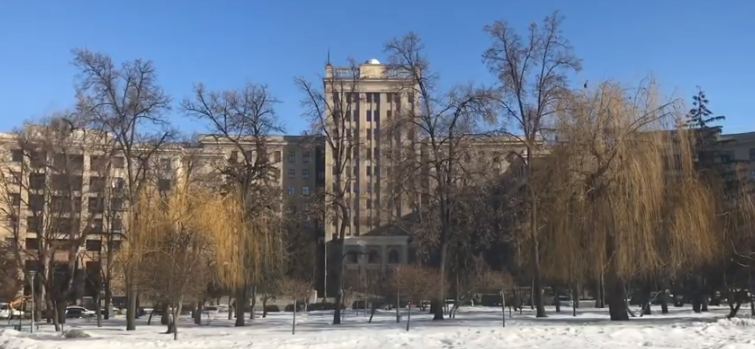
Північний корпус ХНУ, «Будинок Кооперації», лютий 2019